# آزمایش آب

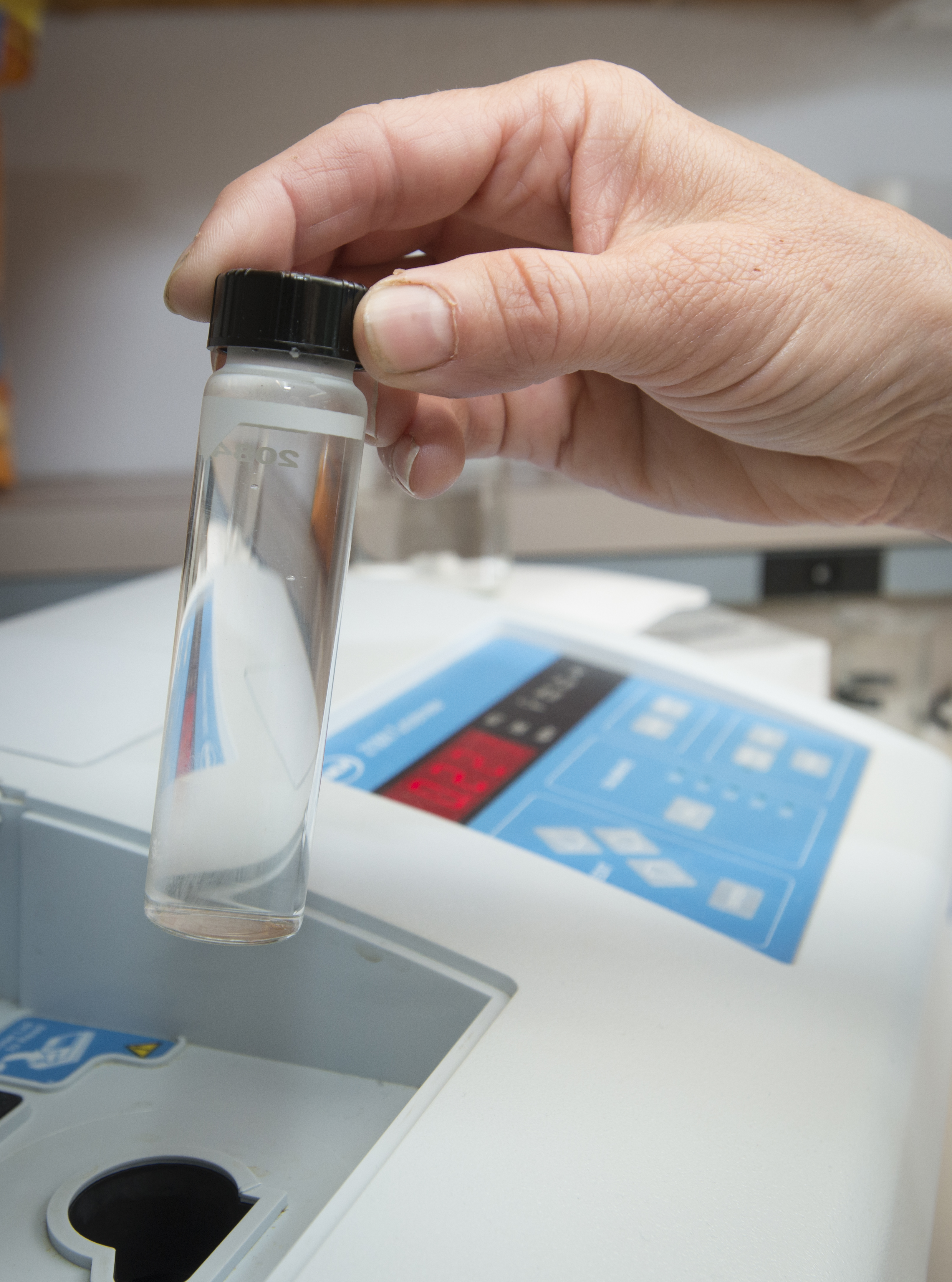
تأسیسات تصفیه آب Broken Bow

آزمایش آب، بررسی آزمایشگاهی بمنظور تعیین کیفیت آب از لحاظ فیزیکی، شیمیایی و میکروبی است. آزمایش آب یا پساب به هدف های متفاوتی انجام می‌شود مثلا ممکن است از خروجی تصفیه‌خانه‌های آب به منظور تعیین سلامت آب یا خروجی تصفیه‌خانه‌های فاضلاب به منظور رساندن پساب خروجی با استاندارد سازمان محیط زیست یا به منظور آزمایش آب چاه و چشمه انجام گردد. آزمایش آب به صورت روزانه در تمام نقاط دنیا به منظور تعیین کیفیت آب انجام می‌شود.

## مقررات دولتی
مقررات دولتی مربوط به آزمایش آب و کیفیت آب برای برخی از کشورهای بزرگ در زیر آورده شده است:

### انگلستان

#### بازرسی آب آشامیدنی
بازرسی آب آشامیدنی قسمتی از دپارتمان محیط زیست، غذا و امور روستایی است که برای تنظیم شرکت‌های تامین آب عمومی در انگلستان و ولز ایجاد شده است. آزمایش آب در انگلستان و ولز را می توان در دفتر محلی بهداشت محیط زیست انجام داد.

### ایالات متحده آمریکا
دستورالعمل شماره ۷ ریاست جمهوری، وزارت امنیت داخلی و آژانس حفاظت از محیط زیست را برای فعالیت‌های حفاظت از زیرساخت‌های حیاتی بخش آب تعیین می‌کند. تمام فعالیت‌های آژانس حفاظت از محیط زیست مربوط به امنیت آب، با مشورت وزارت امنیت داخلی انجام می‌شود. تهدیدهای احتمالی برای کیفیت آب عبارتند از: آلودگی با عوامل کشنده مانند سیانید یا حملات فیزیکی مانند انتشار مواد شیمیایی گازی سمی.

## آزمایش فیزیکی آب
آزمایش فیزیکی آب شامل بررسی آب از لحاظ فیزیکی و مواد معلق موجود در آب، شامل پارامترهایی مانند کل مواد جامدات محلول(tds), کل مواد معلق می‌باشد.

## آزمایش شیمیایی آب
آزمایش شیمیایی آب شامل تعیین غلظت کاتیون‌ها و آنیون‌های آب و پساب شامل نیتریت، نیترات ، سولفات، سدیم، پتاسیم، فسفات، کربنات، بی کربنات، آمونیوم، آمونیاک و همچنین کلیه فلزات سنگین شامل آهن، مس، منگنز و… می‌باشد. بر اساس معیارهای سازمان ملی استاندارد، استاندارد شماره ۱۰۵۳ ویژگی‌های فیزیکی و شیمیایی آب آشامیدنی، تعیین‌کننده غلظت برای آب آشامیدنی می‌باشد. ویژگی‌های فیزیکی و شیمیایی آب آشامیدنی بر طبق استاندارد ۱۰۵۳ به شرح زیر است:
| ردیف | نوع ترکیب            | حداکثر مطلوب | حداکثر مجاز |
| ---- | -------------------- | ------------ | ----------- |
| ۱    | کل مواد جامد محلول   | ۱۰۰۰         | ۱۵۰۰        |
| ۲    | سختی کل بر حسب Caco3 | ۲۰۰          | ۵۰۰         |
| ۳    | کلرور بر حسب Cl      | م۲۵۰         | ۴۰۰         |
| ۴    | سولفات بر حسب So4    | ۲۵۰          | ۴۰۰         |
| ۵    | هیدروژن سولفوره H2S  | ۰٫۰۵         | -           |
| ۶    | آهن بر حسب Fe        | ۰٫۳          | -           |
| ۷    | منگنز بر حسب Mn      | ۰٫۱          | ۰٫۴         |
| ۸    | آلومینیوم بر حسب Al  | ۰٫۱          | ۰٫۲         |
| ۹    | روی بر حسب Zn        | ۳            | -           |
| ۱۰   | مس بر حسب Cu         | ۱            | ۲           |
| ۱۱   | نیترات بر حسب NO3    | -            | ۵۰          |
| ۱۲   | نیتریت بر حسب NO2    | -            | ۳           |
| ۱۳   | کلسیم بر حسب Ca      | ۳۰۰          | -           |
| ۱۴   | منیزیوم بر حسب Mg    | ۳۰           | -           |
| ۱۵   | آمونیاک بر حسب NH3   | ۱٫۵          | -           |
| ۱۶   | سدیم بر حسب Na       | ۲۰۰          | ۲۰۰         |
| ۱۷   | پتاسیم بر حسب k      | ۳            | -           |

ابعاد بر حسب میلیگرم بر لیتر می‌باشد.

## آزمایش میکروبی آب
آزمایش میکروبی آب به منظور شمارش میکروارگانیزم‌های آلاینده موجود در آب است. میکروارگانیزم‌های متعددی از طریق آب قابل حمل می‌باشند که عموماً منشأ مدفوعی دارند. کلی فرم آب
آزمایش آب ممکن است به یکی از چند منظور زیر انجام شود:
 کیفیت آب در محیط زیست :
تعیین کیفیت آب رودخانه، سدها، منابع آب زیر زمینی را شامل می‌شود.
 کیفیت فاضلاب :
تعیین کیفیت فاضلاب صنعتی، گاوداری‌ها، تصفیه خانه‌ها، رنگرزی و سایر صنایع آلاینده محیط زیست.
کیفیت آب خام در طبیعت :
تعیین کیفیت آب منابع آب زیر زمین شامل آب چاه‌ها، منابع آب زیر زمینی، آب حاصل از باران.